# Гари Бертини
Га́ри Берти́ни (ивр. גארי ברתיני‎, англ. Gary Bertini; имя при рождении — Шлоймэ Голергант; 1 мая 1927, Бричево, Бессарабия — 17 марта 2005, Тель ха-Шомер, Израиль) — израильский дирижёр и композитор.

## Биография
Родился 1 мая 1927 года в еврейском местечке Бричево на реке Реут в Бессарабии (сейчас в Дондюшанском районе Молдавии) в семье еврейского педагога, поэта и переводчика К. А. Бертини и врача Берты Голергант (урождённой Лехт). Жил с родителями в Сороках. В годы Великой Отечественной войны был с родителями заключён в гетто в Транснистрии. В Израиле (подмандатной Палестине) с 1946 года.
Гари Бертини окончил Академию музыки имени С. Рубина в Тель-Авиве (1951), затем продолжил образование в консерваториях Милана (1946-1947) и Парижа (1954), где в числе его учителей были Надя Буланже, Артюр Онеггер и Оливье Мессиан. В 1955 году основал израильский хор «Ринат», в том же году дебютировал с Израильским филармоническим оркестром.
В 1955—1965 годах занимался преподавательской работой в Тель-Авивской академии, с 1965 года больше внимание уделял дирижированию. В 1965 году Бертини основал Израильский камерный ансамбль (впоследствии — Израильский камерный оркестр) и камерную оперу, которыми руководил до 1975.
В 1978—1986 Бертини — главный дирижёр Иерусалимского симфонического оркестра, ставшего под его руководством оркестром международного класса (с 1986 года был почётным дирижёром оркестра). В 1990—1996 году — главный дирижёр «Ха-опера ха исраэлит ха-хадаша» (с 2005 года — «Ха-опера ха-исраэлит»).
С 1950-х годах Бертини много выступал за пределами Израиля: в 1959 году дебютировал в США, дирижируя Нью-Йоркским филармоническим оркестром, в 1965 году дебютировал с Английским камерным оркестром. В 1971—1981 годах — главный дирижёр Шотландского национального оркестра, в 1981—1983 годах — музыкальный консультант симфонического оркестра в Детройте (США), в 1983—1991 годах — главный дирижёр симфонического оркестра Кёльнского радио, в 1987—1990 годах — оперы Франкфурта-на-Майне, впоследствии — художественный руководитель Римской оперы, постоянный приглашённый дирижёр Парижской оперы, главный дирижёр Токийского столичного симфонического оркестра (с 1998 года) и оперного театра в Генуе.
В симфоническом и ораториальном репертуаре Бертини преобладают крупные музыкальные полотна, среди них — 9-я симфония и «Торжественная месса» Л. Бетховена, реквиемы В. А. Моцарта, Г. Берлиоза, Дж. Верди и Б. Бриттена («Военный реквием»), «Осуждение Фауста» Берлиоза, все сочинения Г. Малера, много музыки XX века, в том числе сочинения Д. Мийо, И. Ф. Стравинского, Д. Лигети и других. Среди записей Бертини — все симфонии Бетховена с оркестром Генуэзской оперы, все симфонии Г. Малера с оркестром «Метрополитен», «Авраам и Исаак» Стравинского с Д. Фишером-Дискау (запись, высоко оцененная автором). Бертини был энтузиастом и одним из наиболее успешных исполнителей израильской музыки. Он провел ряд первых исполнений музыки израильских композиторов и стал одним из главных пропагандистов этой музыки в ряде стран. Среди главных достижений Бертини в области израильской музыки «Голос воспоминаний» М. Копытмана, «Тиккун хацот» М. Сетера, хоровые сочинения Сетера (записанные Бертини с хором Кёльнского радио), ряд симфоний И. Таля. Оперный репертуар Бертини был весьма широк — от эпохи барокко до сочинений современных авторов. Среди оперных достижений Бертини «Дидона и Эней» Г. Перселла, «Дон Жуан» В. А. Моцарта, «Борис Годунов» М. П. Мусоргского, «Вертер» Ж. Массне и «Иосеф» И. Таля в Израильской опере, «Макбет» Дж. Верди и «Война и мир» С. С. Прокофьева в Парижской опере.
Дирижёрский стиль Бертини отличался точностью и безупречным чувством стиля. Бертини — композитор, работавший в основном в музыкально-театральных жанрах; он написал музыку более чем к 30 балетам (среди в которых наиболее известен «Делет алума» — «Скрытая дверь», 1962), драматическим спектаклям, мюзиклам и кинофильмам. Он также автор ряда инструментальных концертов (в том числе концерта для трубы, струнных и литавр, 1962) и камерных произведений. Бертини был профессором Тель-Авивского университета (с 1976). Награждён Премией Израиля (1978), итальянским орденом «За заслуги» и французским Орденом искусств и литературы.